# Řád Kim Ir-sena
Řád Kim Ir-sena (korejsky 김일성훈장) je spolu s Řádem Kim Čong-ila nejvyšší severokorejský řád. Založen byl roku 1972 a pojmenován je po severokorejském vůdci Kim Ir-senovi. Udílen je jednotlivcům i organizacím za přínos pro komunismus a za zásluhy o Severní Koreu.

## Historie
Severokorejský systém státních vyznamenání zažíval během 50. a 60. let 20. století období rozmachu a stagnace, ale většina předních vyznamenání byla založena do počátku 70. let 20. století. Založení Řádu Kim Ir-sena bylo jedním z nejdůležitějších počinů od té doby. Řád byl založen dne 20. března 1972 při příležitosti Kim Ir-senových 60. narozenin. Ve stejné době započala Severní Korea také udílet hodinky s podpisem severokorejského vůdce. Podle severokorejských zdrojů byl první řád udělen samotnému Kim Ir-senovi, který však toto ocenění odmítl. Řád je tradičně udílen na Den slunce, který se slaví 15. dubna v den Kim Ir-senových narozenin. Přestože byl řád udělen desítkám lidí, patří k nejméně udíleným severokorejským vyznamenáním. Mezi vyznamenanými institucemi je například Kim Ir-senova univerzita.
Historie vývoje vzhledu řádových insignií není zcela známa, ale v období od jeho založení do roku 2011 se vzhled insignií z původního kulatého tvaru změnil na tvar pěticípé hvězdy. V roce 2012 byl u všech vyznamenáních nesoucích portrét prvního severokorejského vůdce, včetně Řádu Kim Ir-sena, změněn vzhled insignií, kdy došlo zejména ke změně vůdcova portrétu.

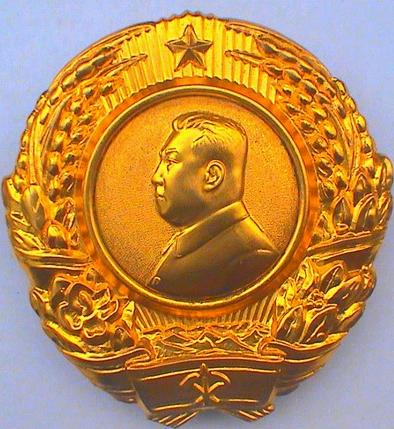
Insignie, typ I
Insignie, typ II

## Pravidla udílení
Řád je tradičně udílen na Den slunce 15. dubna. Tento státní svátek se slaví v den narozenin prvního severokorejského vůdce Kim Ir-sena. Udílen je jednotlivcům i organizacím za mimořádné služby Korejské lidově demokratické republice a komunismu obecně.
V hierarchii severokorejských řádů zaujímá spolu s Řádem Kim Čong-ila místo před Řádem národního praporu. Vyšší než tento řád je čestný titul Hrdiny práce.

## Insignie
Řádový odznak měl původně kulatý tvar, který byl později změněn na tvar pěticípé hvězdy s cípy složenými z paprsků o různé délce. Uprostřed odznaku je kulatý medailon s portrétem Kim Ir-sena.
Stuha řádu je žlutá se zlatou pěticípou hvězdou uprostřed.

## Nositelé
Mezi významné nositele řádu patří Kim Čong-il, který toto vyznamenání obdržel hned čtyřikrát (3. dubna 1979, 7. dubna 1982, 7. dubna 1992 a 29. března 2012). Řádem byl roku 1992 oceněn také severokorejský politik a strýc Kim Čong-una, Čang Song-tchek a bývalý severokorejský premiér Čche Jong-rim, který řád obdržel roku 1982.